# Kirche von Kräklingbo

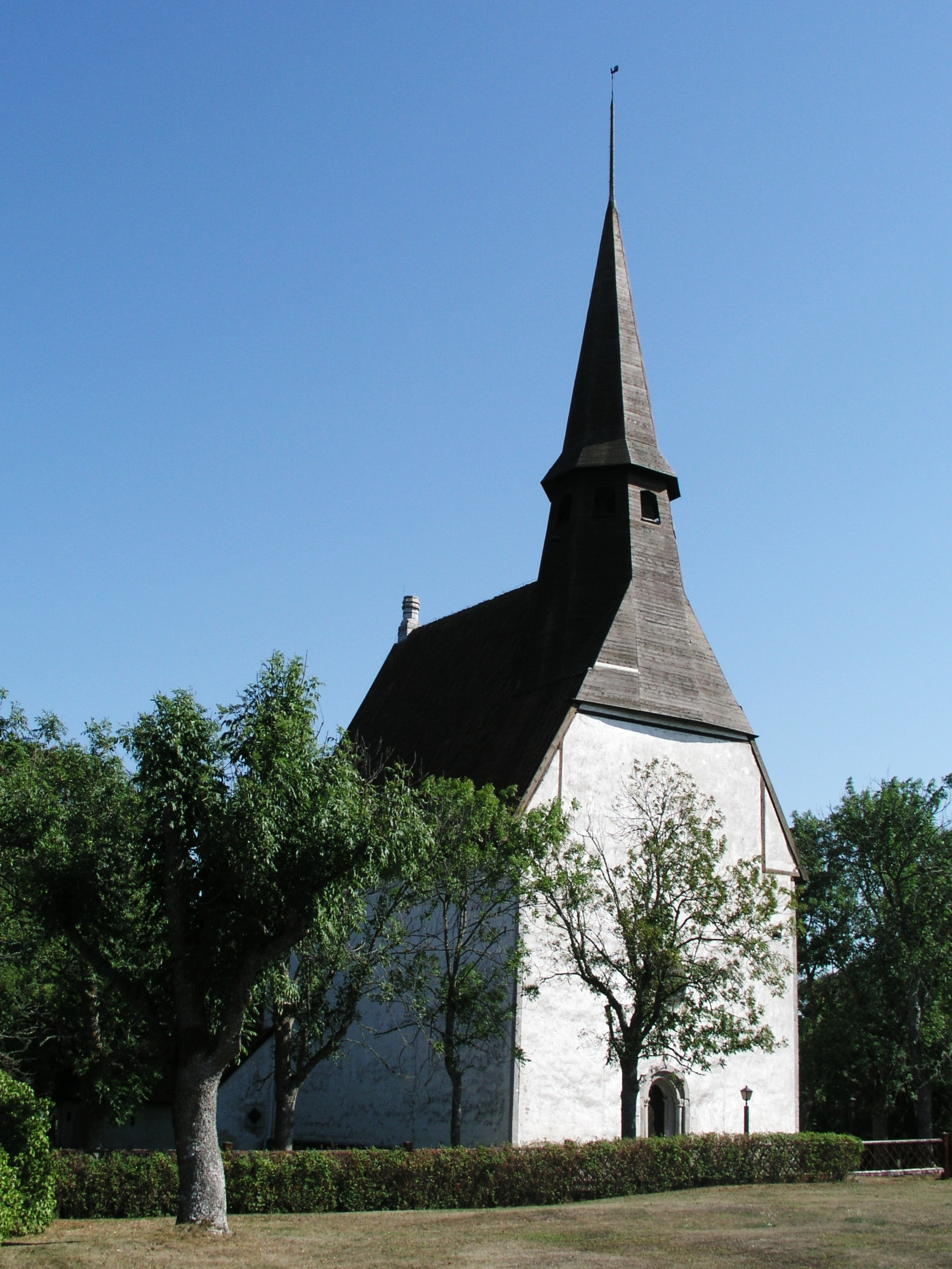
Kirche von Kräklingbo

Die Kirche von Kräklingbo (schwedisch Kräklingbo kyrka) ist eine im 13. Jahrhundert eingeweihte Landkirche auf der schwedischen Insel Gotland. Sie gehört zur Kirchengemeinde (schwedisch församling) Östergarn im Bistum Visby.

## Lage
Die Kirche liegt im Småort Kräklingbo im Osten von Gotland an der Straße 146 von Slite nach Ljugarn, 33 km südöstlich von Visby, 39 km südlich von Visby, 17 km östlich von Roma und 12 km nördlich von Ljugarn.

## Kirchengebäude
Die ältesten Teile der Kirche stammen noch von einer Kirche vom Anfang des 13. Jahrhunderts. Die Kirche wurde am Anfang des 14. Jahrhunderts ausgebaut. Dabei sind auch die beiden großen Portale auf der Südseite dazugekommen, die von Neoikonicus geschaffen wurden. Die Kirche ist reich mit Reliefen ausgeschmückt.
An der Nordwand des Chors sind Kalkmalereien vom Anfang des 13. Jahrhunderts.

## Ausstattung
Der Altar ist eine gotländische Arbeit vom Anfang des 16. Jahrhunderts. Das Triumphkreuz ist vom Ende des 13. Jahrhunderts. Der Taufstein aus Sandstein ist von 1670.

## Galerie

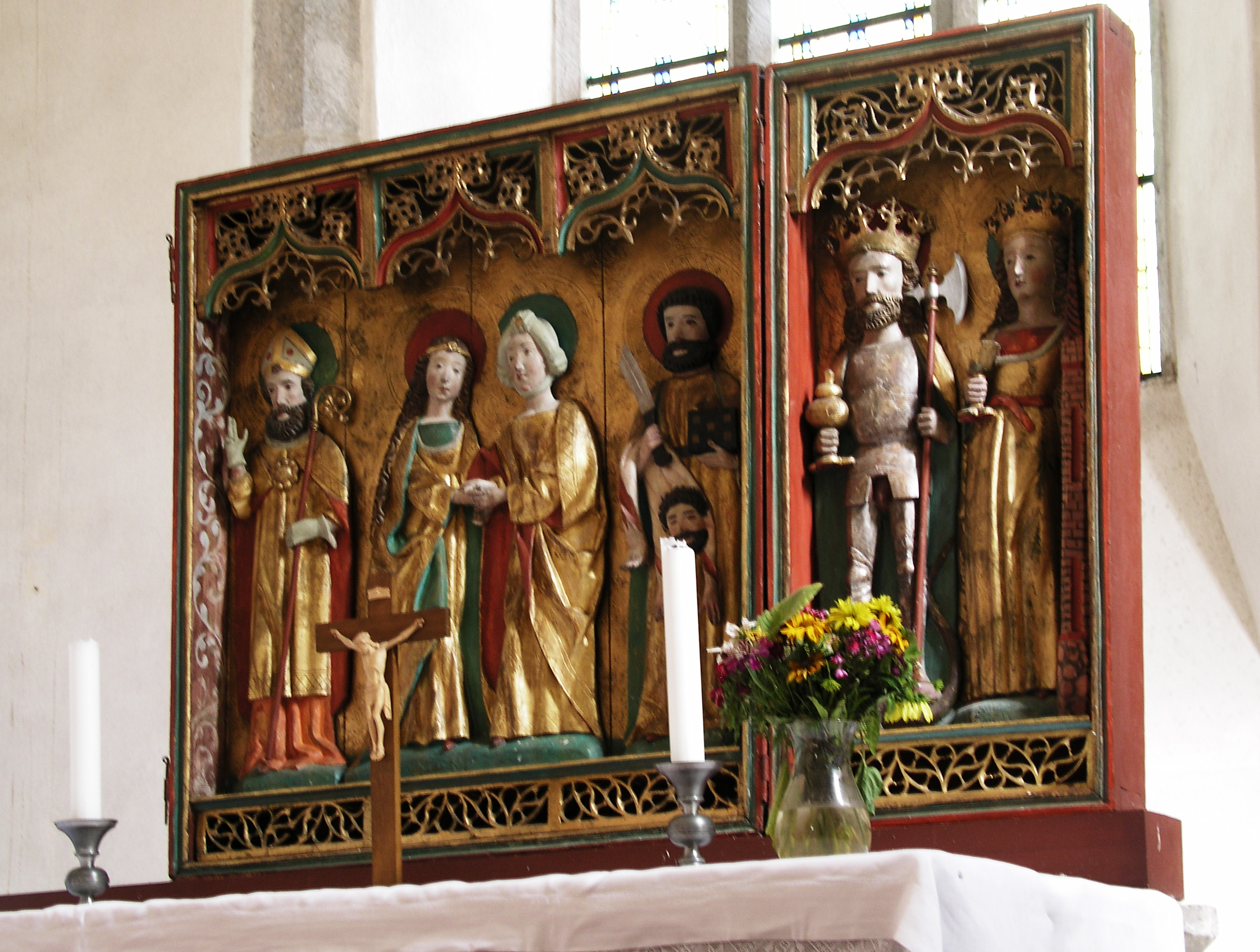
Altar
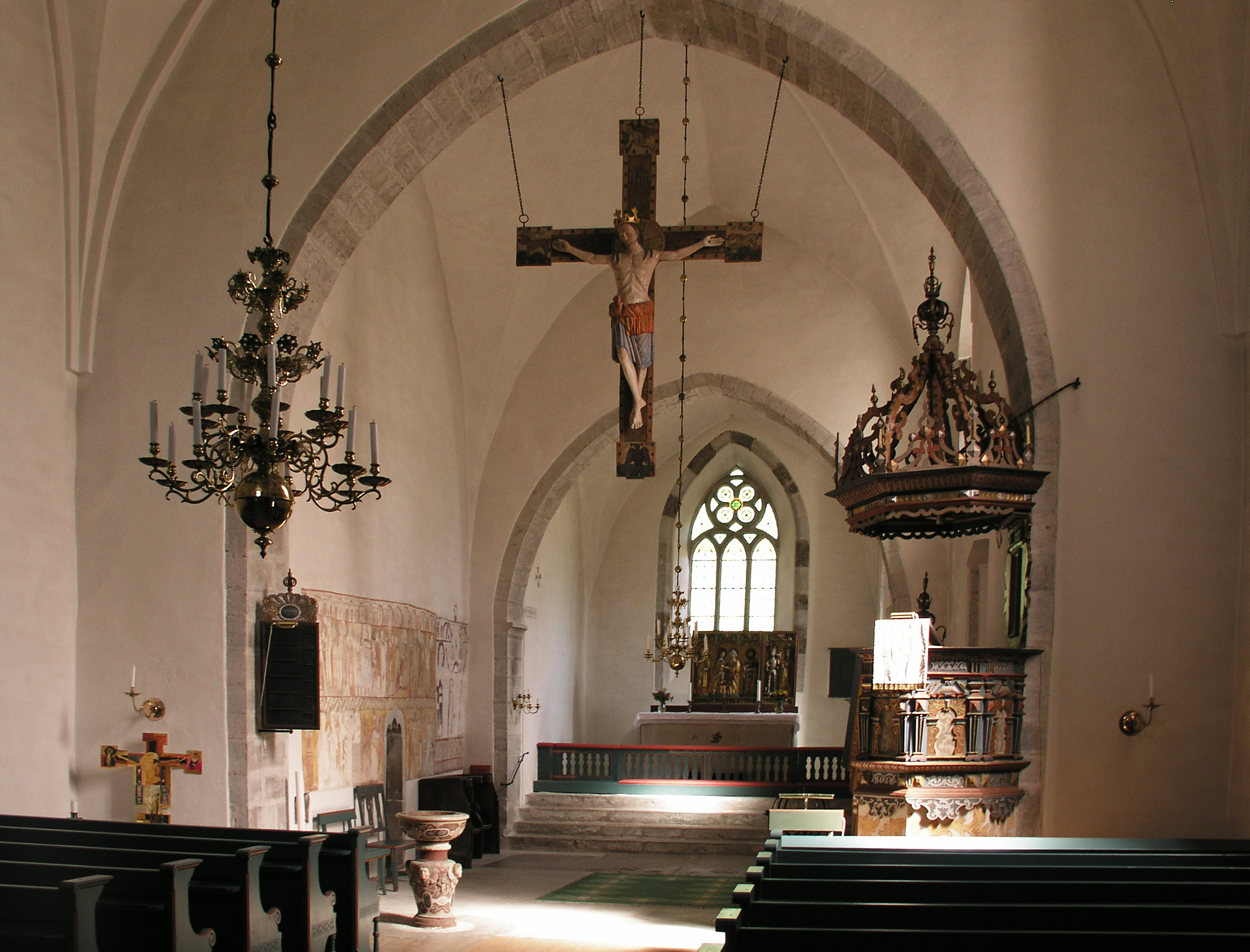
Langhaus
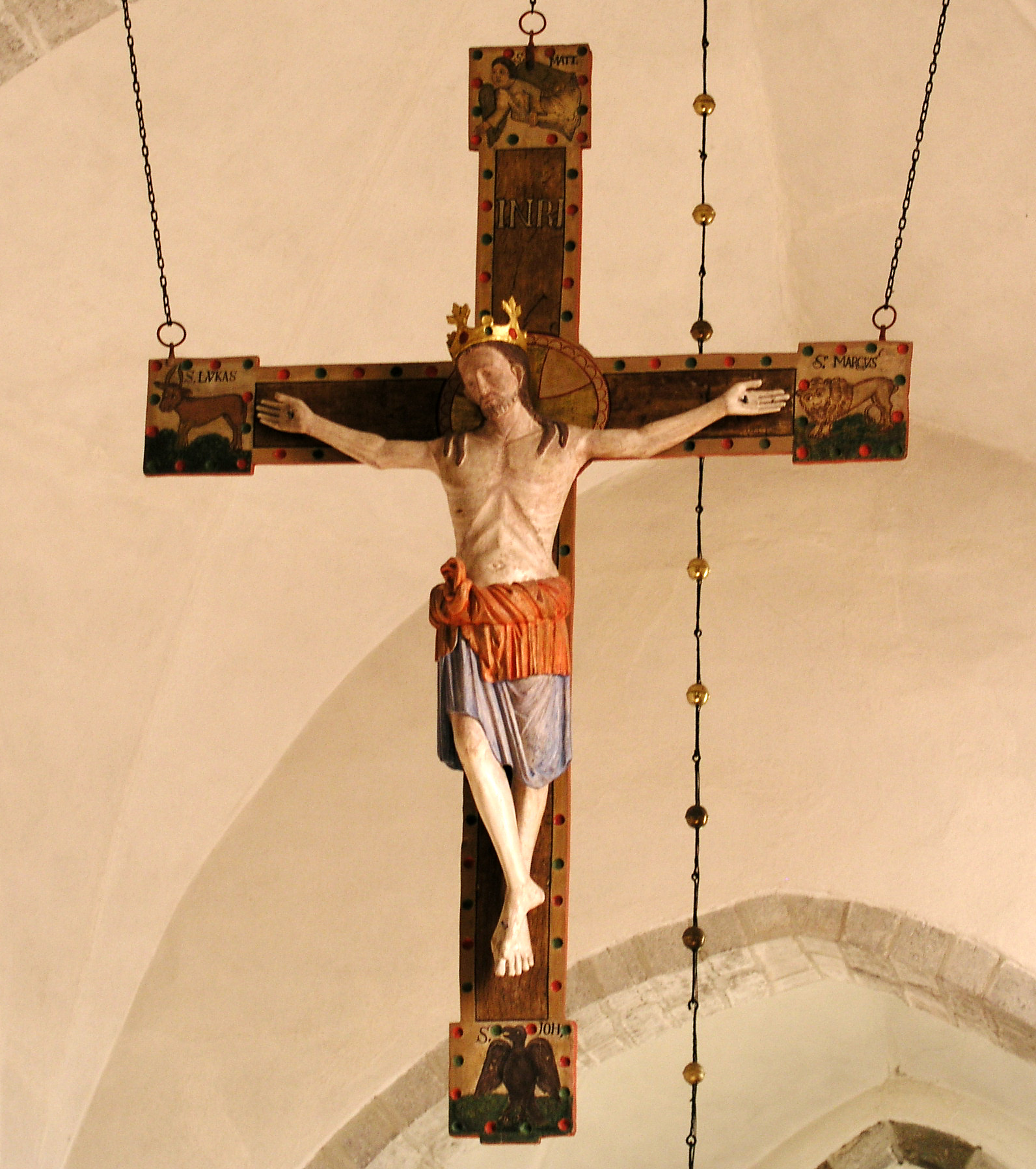
Triumphkreuz
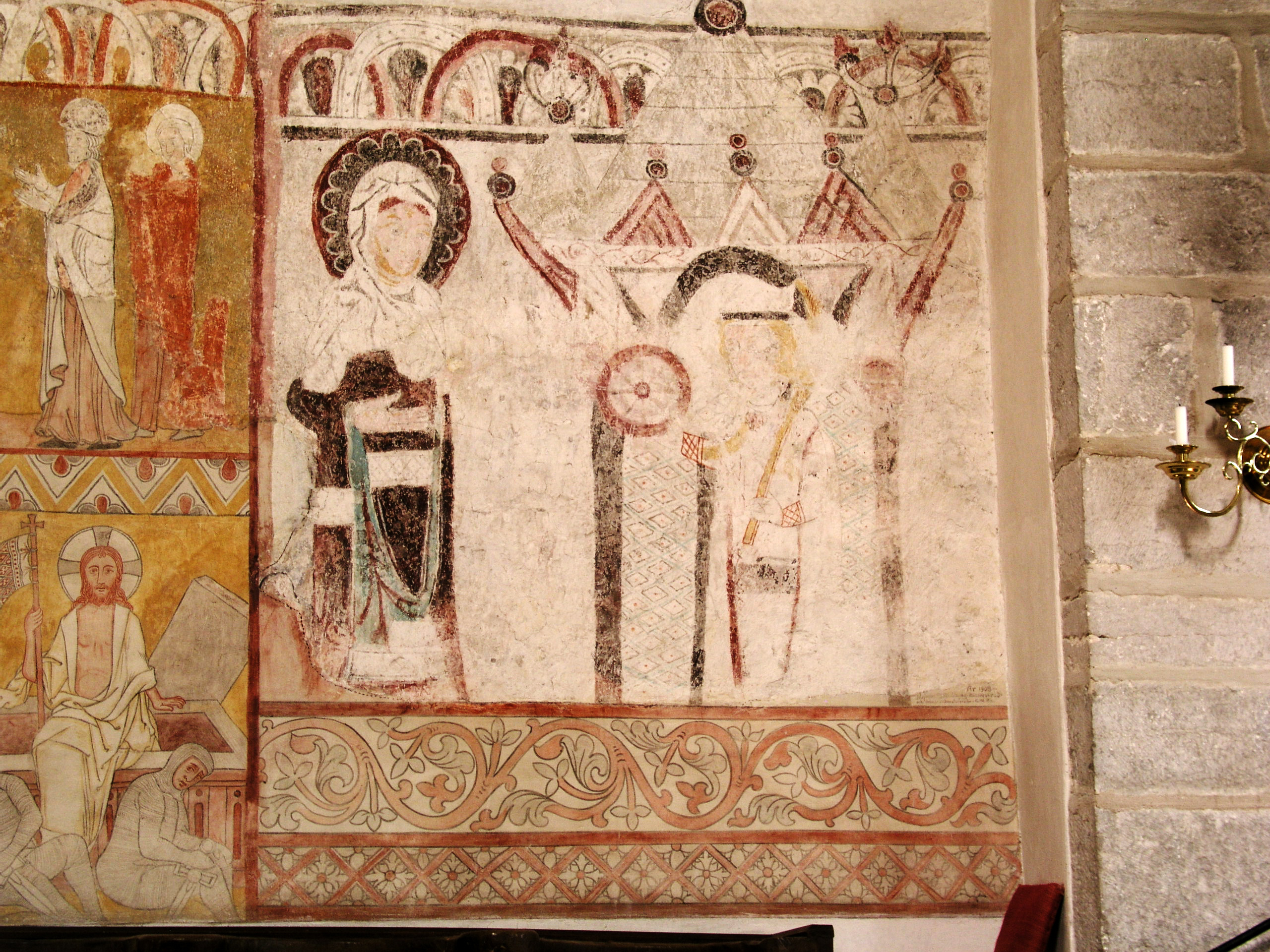
Kalkmalereien aus dem 13. Jahrhundert
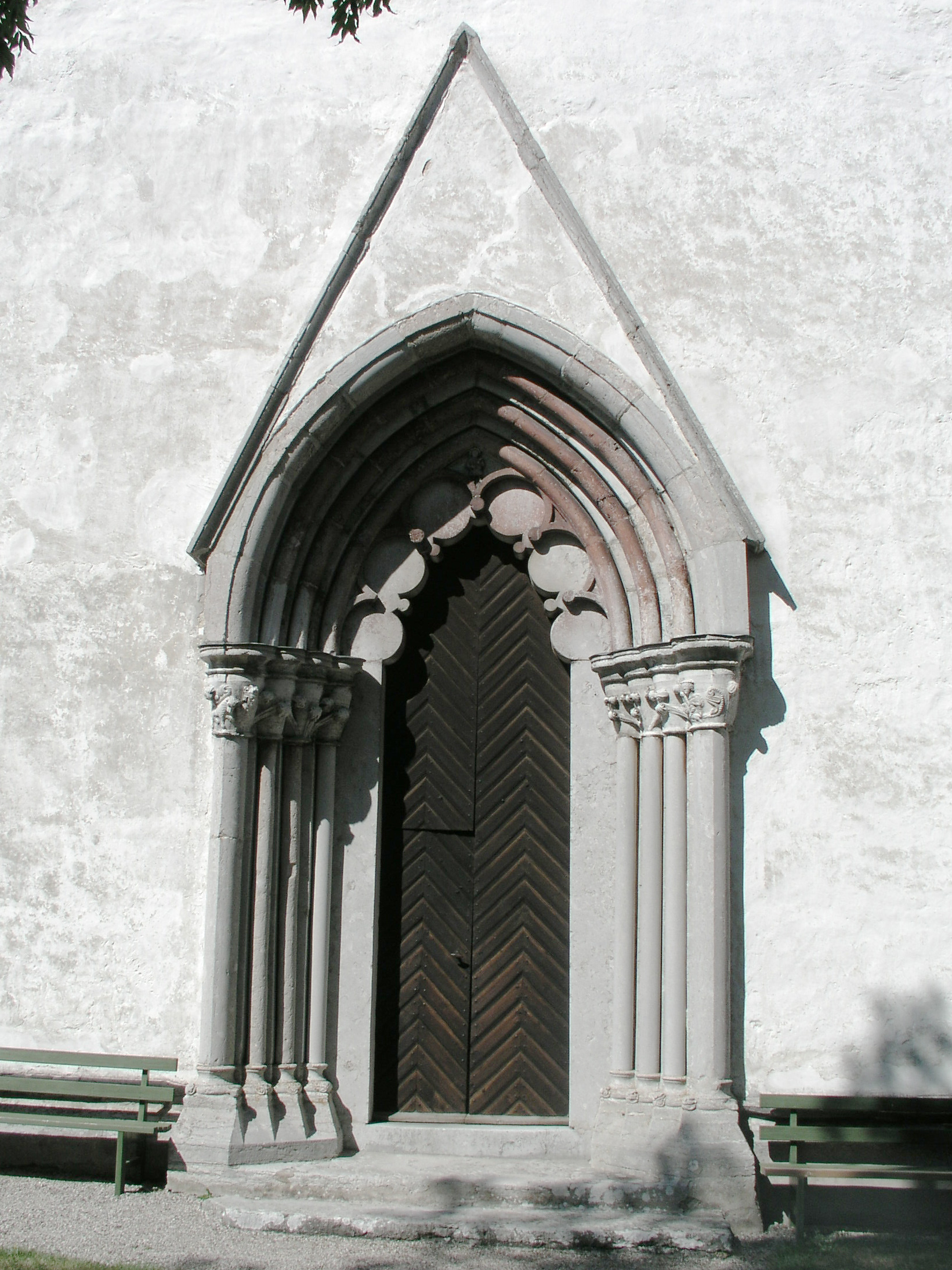
Portal
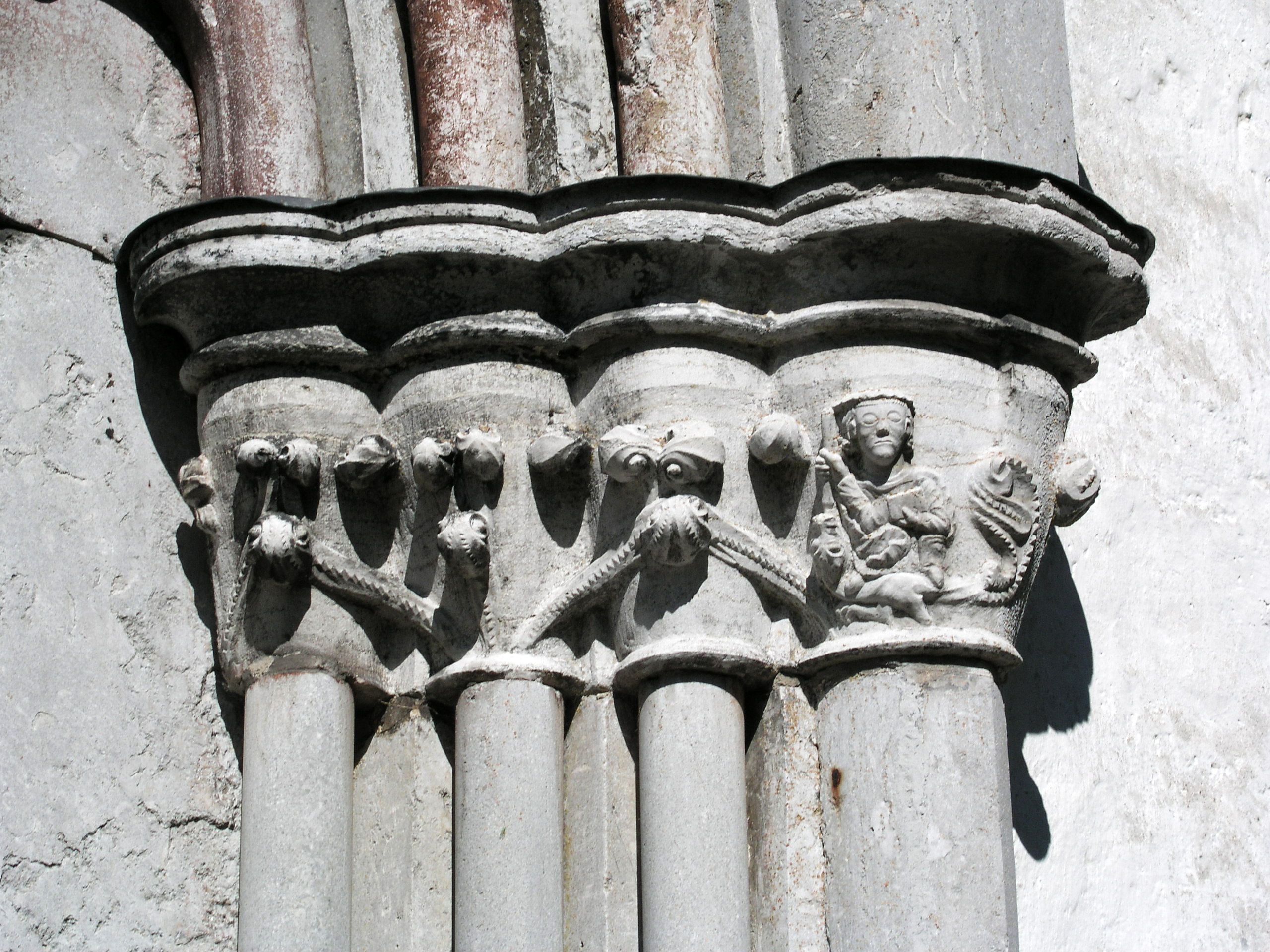
Reliefe
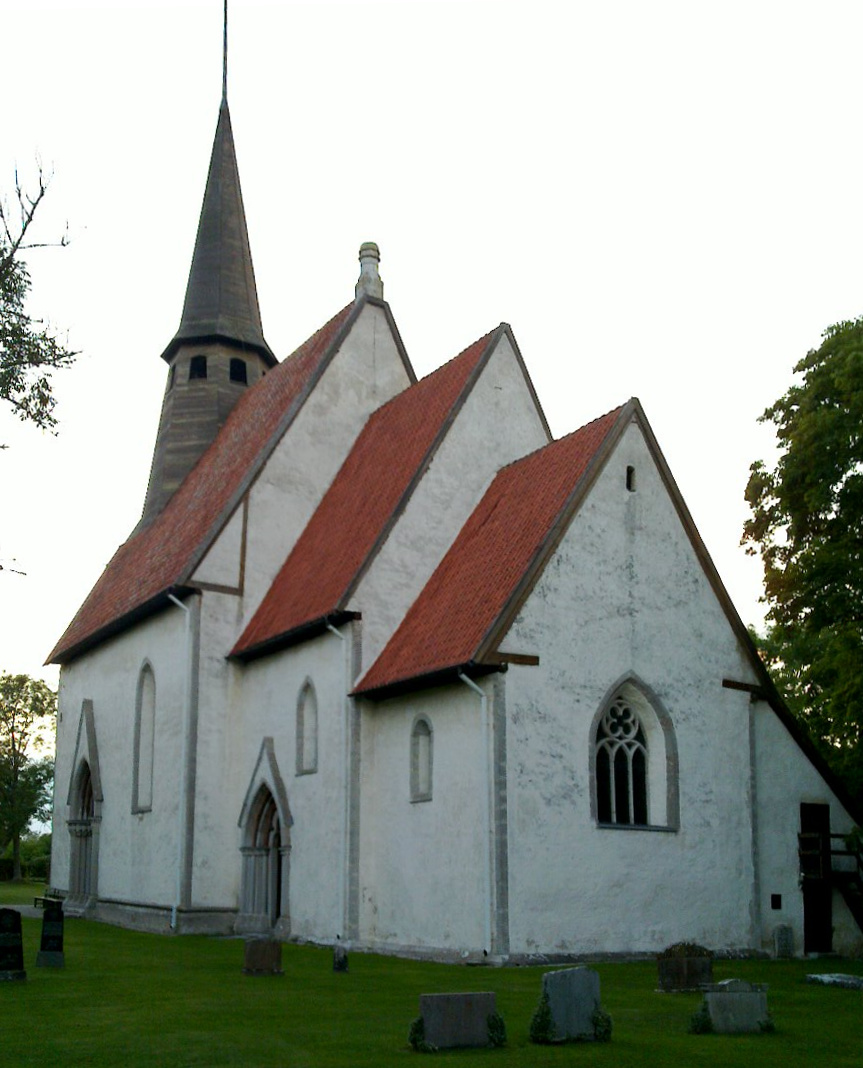
Kirche von Südosten gesehen
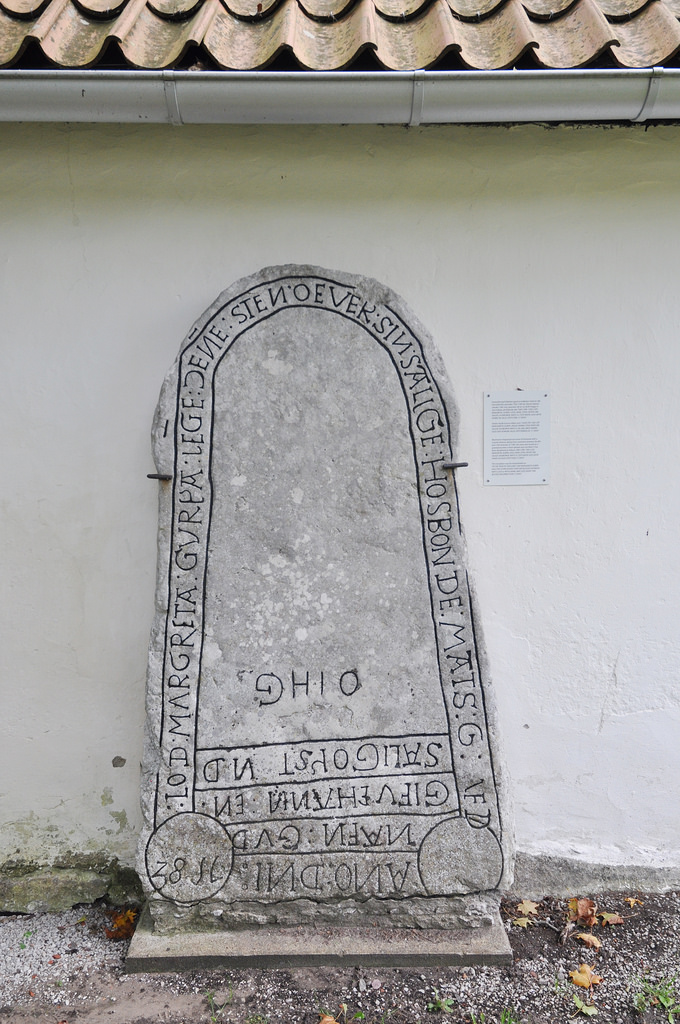
Als Grabstein verwendeter Bildstein an der Kräklingbo Kirche